# Залив Петра Великого
Зали́в Петра́ Вели́кого — самый большой залив Японского моря у российских берегов.
Расположен на юге Приморского края, между мысом Поворотный на востоке и устьем реки Туманной на западе.
В заливе Петра Великого на основании его особых географических условий и оборонного значения, а также исторической принадлежности вод залива Российской империи и впоследствии Советскому Союзу были установлены правовой режим исторического залива и граница внутренних вод (постановлением Совета Министров СССР от 4 июля 1957 года). Всю эту акваторию Россия считает своими внутренними водами. Некоторые страны (в частности, США) не признают этот статус за пределами 12-мильной зоны.

## Физико-географическая характеристика
Длина залива с севера на юг составляет около 115 км, наибольшая ширина с запада на восток — около 200 км. Площадь — около 9000 км², длина береговой линии — 960 км, средняя глубина — 48 м, солёность — 32—34 ‰.

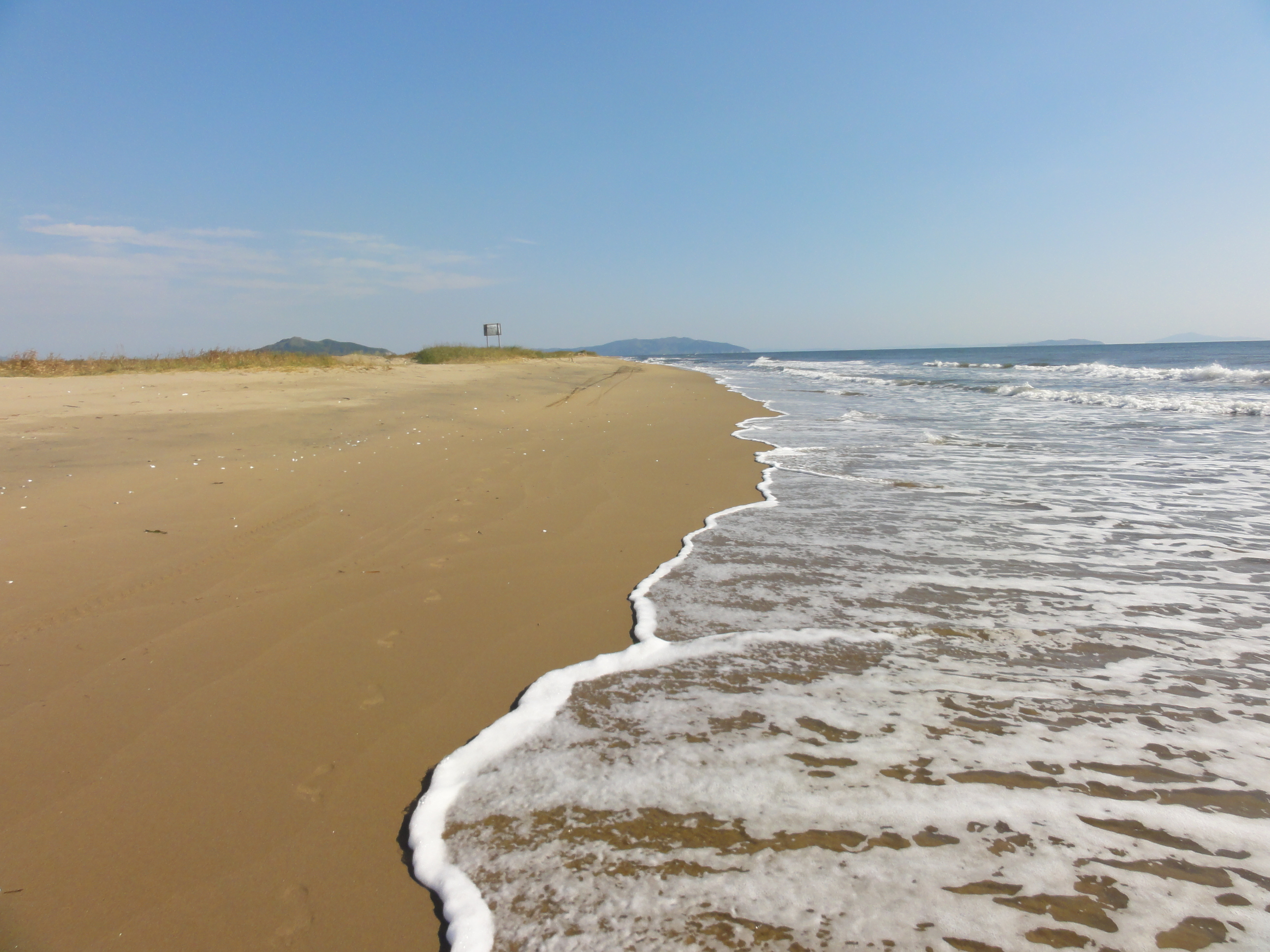
Юго-западное побережье залива Петра Великого

Берега залива сильно изрезаны и образуют внутренние заливы: Посьета, Славянский, Амурский, Уссурийский, Стрело́к, Восток, Находка.
Зимой припай образуется в вершине и вдоль восточного берега Амурского залива, в вершинах Уссурийского залива, залива Стрелок и залива Находка, а также в закрытых бухтах западного побережья залива Петра Великого. Дрейфующими льдами к концу зимы покрываются акватории второстепенных заливов и значительная часть открытой акватории залива Петра Великого.
В заливе обитает более 300 видов рыб, однако вследствие потепления в летнее время заходит 105 южных видов.
На берегах залива Петра Великого расположены города: Владивосток, Находка, Большой Камень, Фокино, а также крупнейший российский порт на Тихом океане — Восточный.
В заливе находятся 13 островов площадью более 1 км², 36 больших и малых островов, имеющих названия. В том числе: Русский, Попова, Рейнеке, Рикорда, Моисеева, Фуругельма, Аскольд, Путятина, архипелаг Римского-Корсакова, Пахтусова, Желтухина, Два Брата.
В заливе Посьета находятся самые южные незамерзающие порты России  — Морской порт Посьет и Морской порт бухты Троицы.

## История

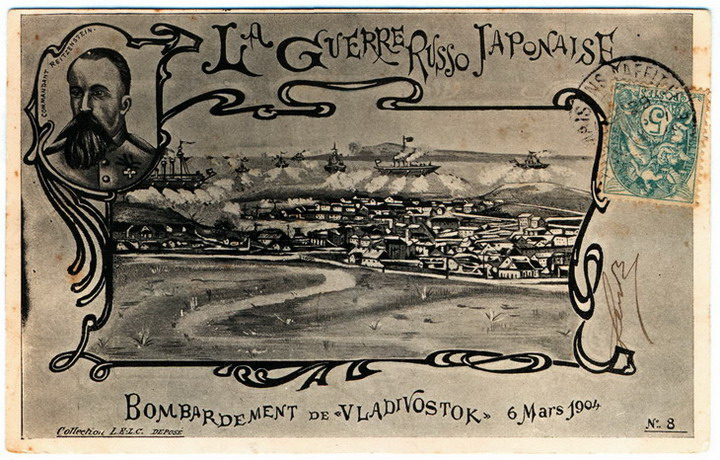
Французская открытка, посвященная обстрелу Владивостока 6 марта 1904 года

Вследствие самоизоляции Японии и закрытости Японского моря залив Петра Великого долго оставался неизвестным европейцам. В 1851 году в бухте Посьет зимовало французское китобойное судно. В 1852 году сюда зашёл французский корвет «Каприсьёз» под командованием Гастона де Рокмореля. Он побывал в заливе и исследовал бухту Посьет.
В 1856 году британские военные корабли — парусный фрегат «Винчестер» (командир Мэй) и паровой шлюп «Барракуда» (командир Фримэн) — обследовали залив и назвали его залив Виктория. В 1859 году берега Приморья обследовала русская экспедиция из 7 судов, которой руководил генерал-губернатор Восточной Сибири Николай Муравьёв-Амурский. Она переименовала ряд географических объектов, названных иностранцами, в том числе своё нынешнее название получил залив Петра Великого.
В 1860—1863 годах побережье залива до русско-корейской границы, а также острова Аскольд, Путятина и 25 более мелких, нанёс на карту военный гидрограф Василий Матвеевич Бабкин. На основании его данных в 1865 году была выпущена первая карта залива Петра Великого с полными географическими названиями.
В 1888—1891 годах южная часть залива была снята в рамках Отдельной съёмки Восточного океана. Руководил этой частью работ лейтенант К. П. Андреев, в работах участвовал известный гидролог Н. В. Морозов.
В русско-японской войне 1904—1905 годов из акватории залива Петра Великого была произведена бомбардировка Владивостока. Сам город стал базой Владивостокского отряда крейсеров, сыгравшего важную роль в войне. Эти события отражены в романе советского писателя Валентина Пикуля «Крейсера».
Ежегодно в заливе проводится всероссийская парусная регата «Кубок залива Петра Великого» (КЗПВ).

## Топонимика залива
Расположенный в заливе мыс Варгина назван в честь подпоручика Корпуса флотских штурманов Сергея Александровича Варгина (1858—1891?), мыс был обследован в 1888 году экипажем корвета «Витязь», тогда же было присвоено название мысу.
Расположенный в заливе мыс Деда назван в 1880-х годах участниками Отдельной съёмки Восточного океана в честь старшего штурмана фрегата «Паллада» Александра Антоновича Халезова (1809—1877), имевшего прозвище «Дед».
Находящийся в заливе мыс Ермолаева назван в честь контр-адмирала Платона Ивановича Ермолаева (1832—1901), название мысу присвоено не ранее 1887 года.
Расположенный в заливе мыс Клета назван в 1862 году экспедицией В. М. Бабкина по фамилии подполковника Корпуса флотских штурманов Крестьяна Ивановича Клета.
Мыс Кошелева был обследован в 1873 году подпоручиком Корпуса флотских штурманов Павлом Андреевичем Кошелевым (1843—1906) и тогда же назван по фамилии исследователя.
Бухта Крейсерок и мыс Крейсерок названы в честь погибшей в 1889 году в Японском море шхуны «Крейсерок».
Мыс Крылова был обследован в 1860 году экспедицией В. М. Бабкина и тогда же назван по фамилии командира транспорта «Бот № 1» подпоручика Корпуса флотских штурманов Крылова.
Мыс Куприянова был назван в 1863 году экспедицией В. М. Бабкина по фамилии члена экипажа корвета «Калевала» прапорщика Корпуса флотских штурманов Аркадия Еремеевича Куприянова (1841—1875).
Мыс Ларионова (обследован в 1862 году экспедицией В. М. Бабкина) и полуостров Ларионова названы в честь штабс-капитана Корпуса флотских штурманов Сергея Ивановича Ларионова (1812—?).